# Edifício da Assembleia Nacional do Kuwait
O Edifício da Assembleia Nacional do Kuwait (árabe: مجلس الأمة) abriga a Assembleia Nacional do Kuwait e foi desenhado pelo arquiteto dinamarquês, Jørn Utzon, em 1972, e completado em 1982 sob direção do seu filho Jan. O desenho estrutural é de Max Walt. O edifício ficou danificado em fevereiro de 1991 quando as tropas iraquianas em retirada o incendiaram, mas foi depois restaurado.

## História da construção
No final de 1969, no contexto de um plano para construir novas instituições após a independência do Kuwait, as autoridades locais convidaram Jørn Utzon para participar no concurso para um edifício da Assembleia Nacional, a ser localizado na marginal da Cidade do Kuwait. Utzon, que vivia no Havaí nessa época, preparou esboços preliminares que enviou para Oktay Nayman em Londres, que fez desenhos de construção, e para o filho Jan na Dinamarca, que produziu modelos.Familiarizado com a arquitetura islâmica, Utzon baseou o seu design de competição numa cidade em miniatura, murada, composta por departamentos dispostos em torno de pátios e com acessos através de um corredor central, em vez de um soco. Em suas próprias palavras, "tivemos a ideia de construir o edifício em torno de um corredor central, uma rua de bazar, de tal forma que todos os departamentos se encontraram em estradas laterais da estrada do bazar, como sabemos dos bazares no Médio Oriente e Norte de África... "O corredor conduz a uma entrada cerimonial ao lado de uma praça coberta de frente para o mar. O complexo consiste numa câmara parlamentar, uma grande sala de conferências, cada uma com telhados arqueados, e uma mesquita de telhado plano. Juntamente com uma praça coberta, estes formam os cantos de um retângulo incompleto. Após discussões com as autoridades do Kuwait, os custos tiveram que baixar até ao ponto em que Utzon percebeu que deixaria de ser possível usar um engenheiro dinamarquês. A sua escolha foi Max Walt de Zurique, que concordou em aceitar um ordenado mais modesto pelos seus serviços como engenheiro estrutural para o projeto e como desenhista para os desenhos de construção.
Utzon trabalhou no projeto durante quase três anos antes de decidir, numa fase tardia do planeamento, que os elementos estruturais deveriam ser redondos em vez de retilíneos. De imediato demonstrou a sua nova abordagem alinhando garrafas de cerveja. As novas colunas eram cilindros cónicos criando colunas que relembram as antigas Grécia ou Egito. A abóbada cilíndrica também deveria ser usada para o teto do corredor central, dando a aparência do tecido fluente.
Finalmente, com o início da construção já próximo, Utzon mudou-se para Zurique juntamente com Oktay Nayman, Børge Nielsen e o seu filho Jan. Instalaram o seu escritório ao lado de Max Walt, facilitando as comunicações. Adotando uma abordagem aditiva, conseguiram padronizar a abordagem ao projeto, pois os desenhos poderiam ser baseados em grades repetitivas. No entanto, modificações adicionais ao projeto geral ainda haveriam de acontecer. Foi decretado que a sala de conferências deveria ser eliminada e que a mesquita deveria ser trazida para dentro do complexo. Foi mesmo sugerido que a praça coberta fosse removida, mas Utzon conseguiu mantê-la, explicando que era "um elo arquitetonicamente necessário entre o grande espaço natural aberto sobre o mar e o edifício fechado".
O trabalho de construção finalmente começou em julho de 1978. Foi decidido fazer o maior uso possível de componentes de betão pré-fabricado, para melhor uso dos recursos locais. Além dos elementos para os dois telhados de grande envergadura, que foram lançados no local e posicionados nas chamadas "vias férreas", todos os componentes eram, de fato, pré-fabricados em tamanhos padrão. O edifício foi concluído em 1982.